# Tobiasz Bigos
Tobiasz Bigos (ur. 14 lutego 1986 w Jastrzębiu-Zdroju) – polski hokeista, trener.

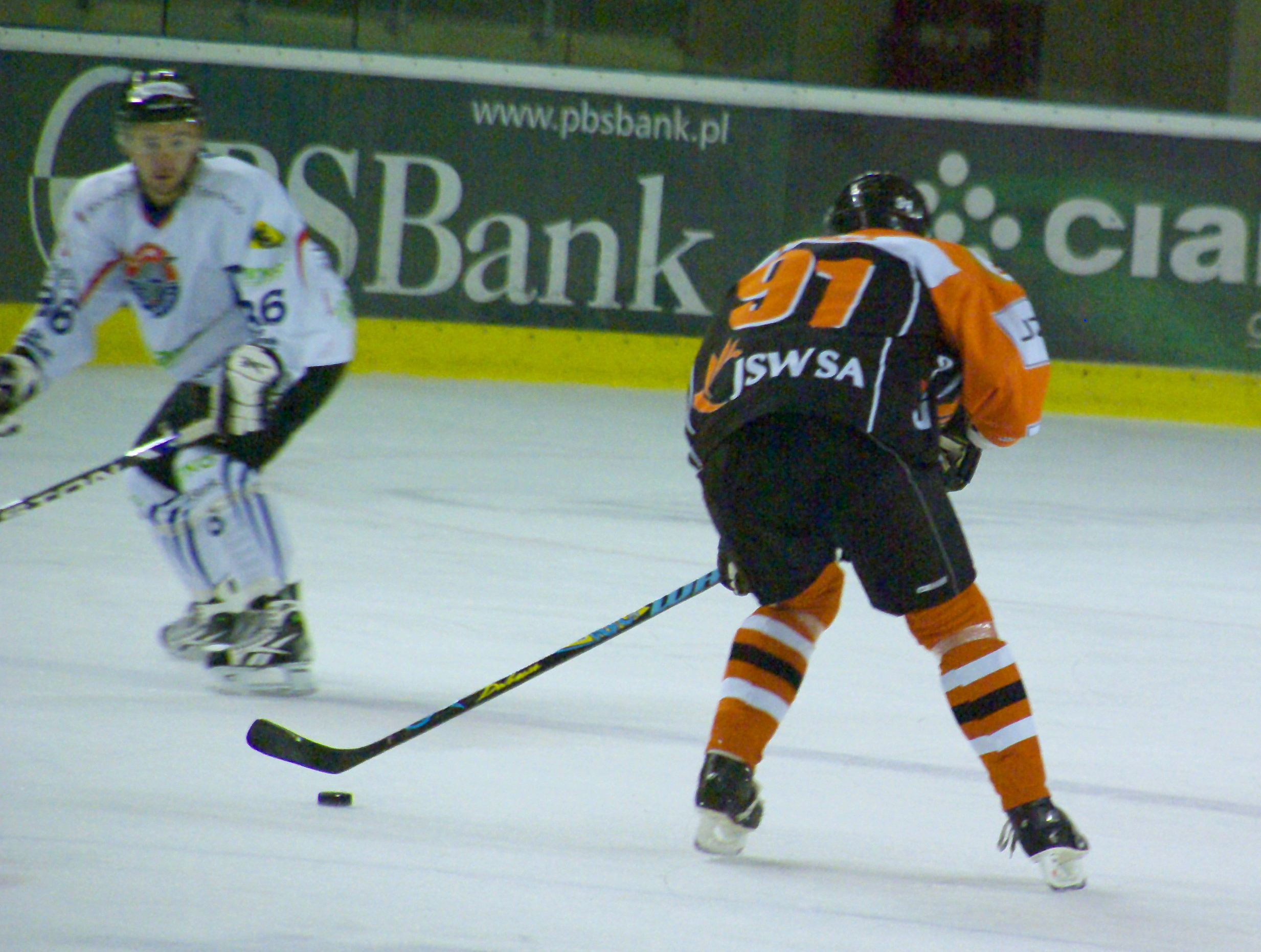
Tobiasz Bigos (z lewej) w barwach KH Sanok w 2010. Obok tyłem Richard Král

## Kariera
- GKS Jastrzębie (wychowanek)
- SMS II Sosnowiec (2002-2003)
- SMS I Sosnowiec (2003-2004)
- HC Dukla Senica (2005-2006)
- GKS Jastrzębie (2006-2007)
- Stoczniowiec Gdańsk (2007-2009)
- Ciarko KH Sanok (2010-2011)
- GKS Tychy (2011)
- HC GKS Katowice (2011-2014)
- Polonia Bytom (2014-2015)
- JKH GKS Jastrzębie (2015-2019)

W barwach reprezentacji Polski do lat 18 występował na turnieju mistrzostw świata juniorów do lat 18 w 2004 (Dywizja I). W barwach reprezentacji Polski do lat 20 wystąpił na turniejach mistrzostw świata juniorów do lat 20 w 2005, 2006 (Dywizja I). Absolwent NLO SMS PZHL Sosnowiec z 2005.
W 2011 zawodnik GKS Tychy. Od połowy grudnia zawodnik w I-ligowym klubie HC GKS Katowice. Od maja 2014 zawodnik Polonii Bytom. Od lutego 2015 ponownie zawodnik macierzystego JKH. W kwietniu 2019 ogłosił zakończenie kariery zawodniczej i rozpoczęcie pracy trenerskiej w JKH.
W trakcie kariery zyskał pseudonimy Tobi, Bidżis.
Na sezon 2019/2020 został asystentem głównego trenera reprezentacji Polski juniorów do lat 16. Na sezon 2020/2021 został wybrany głównym trenerem tej kadry.

## Sukcesy
Klubowe
- Złoty medal mistrzostw Polski juniorów starszych: 2007 z JKH GKS Jastrzębie
- Srebrny medal mistrzostw Polski: 2015 z JKH GKS Jastrzębie

Indywidualne
- Turniej finałowy mistrzostw Polski juniorów starszych 2007: najlepszy obrońca turnieju[11]